# Alicante Club de Fútbol
L'Alicante Club de Fútbol è stata una società calcistica della città di Alicante, nella Comunità Valenciana. Sommerso dai debiti, ha cessato la sua esistenza al termine della stagione 2013-2014.

## Serie disputate
- Primera División: 0
- Segunda División: 5
- Segunda División B: 9
- Tercera División: 44
- Regional Preferente: 21

## Palmarès

### Competizioni nazionali
- Segunda División B: 2

2004-2005, 2006-2007
- Tercera División: 1

2000-2001

### Altri piazzamenti
- Segunda División:

Terzo posto: 1939-1940 (gruppo IV)
- Segunda División B:

Secondo posto: 2007-2008 (gruppo III)
Terzo posto: 2005-2006 (gruppo III)